# Zviozdocica, Căușeni
Zviozdocica este un sat din cadrul comunei Ucrainca din Raionul Căușeni, Republica Moldova.

## Dicționarul Geografic al Basarabieide Zamfir Arbore
Zviozdocica, cătun rutenesc, în jud. Bender. Cuvântul, rusesc, înseamnă <<steluță>>. E așezat alături de târgușorul Manzâr. Face parte din volosti Iosefsdorf. Are 20 căsuțe, cu 82 suflete.

## Demografie

### Structura etnică
Structura etnică a localității conform recensământului populației din 2004:
| Grup etnic                    | Populație | % Procentaj |
| ----------------------------- | --------- | ----------- |
| Ruși                          | 26        | 76,47%      |
| Băștinași declarați Moldoveni | 7         | 20,59%      |
| Alții                         | 1         | 2,94%       |
| Total                         | 34        |             |